# Lijst van patrouillevliegtuigen bij de Koninklijke Marine
Hieronder volgt een overzicht van alle patrouillevliegtuigen, die bij de Koninklijke Marine in gebruik zijn geweest.

## Lockheed Harpoon PV-2
| Aantal      | 12                     |
| Taak        | patrouillebommenwerper |
| In gebruik  |                        |
| Squadrons   | 320                    |
| Volgnummers |                        |

## Grumman TrackerS-2
| Aantal      | 43                                            |
| Taak        | Onderzeebootbestrijding (vanaf vliegdekschip) |
| In gebruik  | 195?-1974                                     |
| Squadrons   | 1,2,4                                         |
| Volgnummers |                                               |

## Lockheed Neptune P-2V5
| Aantal      | 12                     |
| Taak        | patrouillebommenwerper |
| In gebruik  | 1958-1962              |
| Squadrons   | 320                    |
| Volgnummers |                        |

## Lockheed Neptune P-2V7 (SP-2H)
| Aantal      | 19                                                          |
| Taak        | Onderzeebootbestrijding, verkenning, patrouillebommenwerper |
| In gebruik  | 1962-1983                                                   |
| Squadrons   | 320, 5                                                      |
| Volgnummers |                                                             |

## Breguet SP-13A Atlantic
| Aantal      | 9                                   |
| Taak        | Onderzeebootbestrijding, verkenning |
| In gebruik  | 1969-1985                           |
| Squadrons   | 321                                 |
| Volgnummers | 250-258                             |

## Lockheed P-3 Orion
| Aantal      | 13                                  |
| Taak        | Onderzeebootbestrijding, verkenning |
| In gebruik  | 1983-2005                           |
| Squadrons   | 320, 321                            |
| Volgnummers | 300-312                             |